# Cirilo Bojović
Cirilo (nascido: Milan Bojović, em sérvio: Милан Бојовић, 4 de fevereiro de 1969, Podgorica, Montenegro, RSF da Iugoslávia) é um religioso montenegrino, atualmente bispo da Igreja Ortodoxa Sérvia na Diocese de Buenos Aires, América do Sul e Central.

## Biografia
Nasceu em Podgorica, Montenegro, em 4 de fevereiro de 1969. Completou seus estudos matemáticos em Danilogrado, Podgorica e Cetinje, serviu no exército e em 2005 viajou para a Rússia para estudar filosofia e teologia na prestigiosa Academia Espiritual de Moscou. Lá ele defendeu uma tese de doutorado sobre o tema: "Metropolita Petar II Petrović-Njegoš como um filósofo cristão". Ao retornar a Montenegro, o Metropolita Anfilóquio atribuiu várias tarefas ao padre Cirilo: professor do Novo Testamento no seminário, editor-chefe de Svetigora, revista da Diocese Ortodoxa Sérvia de Montenegro, com culto em vários mosteiros. Realizou também estudos de pós-graduação na Faculdade de Teologia da Universidade de Belgrado. Cirilo, além de seu sérvio nativo, fala russo, espanhol, inglês, grego e latim.
Em dezembro de 2014, o Arquimandrita Cirilo chegou à Argentina em meio à visita pastoral do Metropolita Anfilóquio a Buenos Aires e América do Sul, para cumprir a responsabilidade de substituir Vladika Anfilóquio em seu retorno a Montenegro.
Então, em 2016, o Arquimandrita Cirilo foi consagrado como bispo vigário da Diocese. E em 2018 foi ordenado bispo diocesano e tornou-se o novo administrador da diocese.
Com as bênçãos do falecido Patriarca Irineu e do falecido Metropolita Anfilóquio, o Patriarca Porfírio instalou o Bispo Cirilo na Eparquia Ortodoxa Sérvia de Buenos Aires e América do Sul.